# Maurice Sand
Jean-François-Maurice-Arnauld, baron Dudevant, conegut pel pseudònim Maurice Sand (París, 30 de gener de 1823 — 4 de setembre de 1889 a Nohant-Vic), va ser un dibuixant i escriptor francès.
Va ser fill de George Sand, l'escriptora francesa, i deixeble de Delacroix.
La seva obra més coneguda va ser l'estudi sobre la Commedia dell'arte Masques et bouffons (comédie italienne). Va escriure també algunes novel·les.

## Obres
- Callirhoé, París, M. Lévy frères, 1864.
- Catalogue raisonné des lépidoptères du Berry & de l'Auvergne, París, E. Deyrolle 1879.
- George Sand et le Théâtre de Nohant, París, les Cent une, 1930.
- La Fille du singe, París, P. Ollendorff, 1886.
- Le Coq aux cheveux d'or, París, Librairie Internationale, 1867.
- Le Québec : lettres de voyage, 1862; réimp. París, Magellan & Cie, 2006 .ISBN 9782350740256
- Le Théâtre des marionnettes, París, Calmann Lévy, 1890.
- L'Atelier d'Eugène Delacroix de 1839 à 1848, París, Fondation George et Maurice Sand, 1963.
- L'Augusta, París, Michel Lévy frères, 1872.
- Mademoiselle Azote. André Beauvray, París, Lévy, 1870.
- Mademoiselle de Cérignan, París, Michel-Lévy frères, 1874
- Masques et bouffons (comédie italienne), text i dibuixos; pròleg. George Sand, 1860.
- Miss Mary, París, Michel Lévy frères, 1868.
- Raoul de la Chastre : aventures de guerre et d'amour, París, M. Lévy frères, 1865.
- Recueil des principaux types créés avec leurs costumes sur le théâtre de Nohant, [S.l. s.n.], 1846-1886.
- Six mille lieues à toute vapeur, París, M. Lévy frères, 1873; réimp. París, Guénégaud, 2000 ISBN 9782850230981.
- Le Monde des Papillons, préface de George Sand, suivi de l'Histoire naturelle des Lépidoptères d'Europe par A. Depuiset. París, Rothschild, 1867.